# Kukunor
Kukunor nebo Čching-chaj-chu (tibetsky mtsho khri shor rgyal mo nebo མཚོ་སྔོན་ mtsho sngon po „Modré moře“, mongolsky Хөхнуур, „Modré jezero“, čínsky pchin-jinem 'Qīnghǎi Hú', znaky 青海湖) je největší bezodtoké horské jezero centrální Asie v provincii Čching-chaj v Číně. Je dlouhé 105 km a široké až 65 km. Má rozlohu přibližně 4200 km². Největší známá hloubka je 38 m. Jezero leží v nadmořské výšce 3205 m a zaujímá centrální část Kukunorské roviny.

## Pobřeží
Pobřeží je pouze mírně členité, rozvinuté jsou starodávné jezerní terasy (vysoké do 50 m). Dno je tvořené především jíly. Na jezeře se nachází několik písečných ostrovů.

## Vodní režim
Do jezera ústí 23 řek, z nichž je nejvodnější Buchyn gol, která vytváří deltu na západě jezera. Letní povodně na řekách způsobují sezónní kolísání hladiny. V létě se voda prohřívá na 18 až 20 °С. Od listopadu do března jezero zamrzá. Mineralizace v období sucha dosahuje 11,3 g/l. Podle zprávy, kterou uveřejnila agentura Nová Čína v lednu 2007, jezeru hrozí, že během příštích 200 let zanikne, a to vlivem globálního oteplování a rozšiřování pouští.

## Fauna
V jezeře žijí ryby, převážně řádu kaprovitých.

## Historie
Z Evropanů jako první prozkoumal jezero N.M.Prževalskij v roce 1872.